# Територіальна оборона СФРЮ
Територіальна оборона (ТО; хорв. Teritorijalna obrana, серб. Територијална одбрана, словен. Teritorialna obramba, мак. Територијална одбрана) — складова частина Збройних Сил колишньої Соціалістичної Федеративної Республіки Югославія. Сили територіальної оборони приблизно відповідають народному ополченню, або резерву Збройних Сил. Кожна з югославських союзних республік мала власні воєнізовані з'єднання ТО, тоді як федерація в цілому утримувала Югославську Народну Армію, що мала власний резерв.

## Передісторія
Югославія була соціалістичною державою, однак не входила в так званий соціалістичний табір. Після радянсько-югославського розколу 1948 року маршал Тіто розірвав зв'язки з СРСР і став одним із засновників Руху Неприєднання. Радянське вторгнення в Чехословаччину в 1968 р. породило побоювання подібного вторгнення у Югославію, а стратегічне положення між НАТО та ОВС змусило розробити власну військову доктрину.

## Доктрина
У 1969 р. Югославія прийняла власну доктрину тотальної війни, названу доктриною тотальної народної оборони. Доктрина ґрунтувалася на досвіді бойових дій югославських партизанів проти окупантів і колабораціоністів у роки Другої світової війни. Доктрина свідчила, що кожен громадянин, який чинить опір агресорові, є членом Збройних Сил, отож усе населення у випадку іноземної агресії мусило перетворитися на сили опору.
У школах, університетах, організаціях проводилася військова підготовка. Сили ТО повинні були мобілізувати населення у разі агресії, і підтримувати Югославську народну армію.
Один з можливих сценаріїв передбачав військовий конфлікт між НАТО і Організацією Варшавського договору. У такому випадку Югославія мусила дотримуватися нейтралітету і не допускати на свою територію іноземні війська. У разі, якщо будь-яка зі сторін збиралася загарбати Югославію для подальшого просування своїх військ і для використання з цією метою комунікацій або, щоб не допустити захоплення Югославії іншою стороною — такі спроби належало розцінювати як агресію, незалежно від того, яка сторона її вчинила.

## Структура та оснащення
ТО була заснована в 1969 році і складалася з придатних до служби чоловіків і жінок. Від 1 до 3 мільйонів югославів у віці від 15 до 65 років повинні були у воєнний час битися в складі ТО як партизани. У мирний час до 860 тис. чол. проходили військову підготовку.
ТО зосереджувала свою увагу на невеликих підрозділах легкої піхоти, що оборонялися на добре відомій їм місцевості. Основним підрозділом була рота. Більш ніж 2000 заводів, муніципалітетів та організацій виставляли подібні підрозділи. Вони повинні були діяти за місцем свого проживання, вносячи свій вклад у загальні військові зусилля. На регіональному рівні формувалися також батальйони і полки, що мали артилерію, ППО і певну кількість бронетехніки.
Прибережні сили ТО могли виконувати військово-морські завдання. Вони отримували канонерські човни і вели підготовку водолазів для диверсійних операцій.
Багато військовослужбовців ТО одночасно були призовниками Югославської Народної Армії.
Організація ТО була децентралізована. Кожна з союзних республік мала власні сили ТО: Боснія і Герцоговина, Хорватія, Македонія, Чорногорія, Сербія, Словенія, а також автономії Воєводина і Косово.

## Розпад
Фактично кожна союзна республіка мала в особі ТО власні збройні сили. Це породило побоювання, що ТО може бути використана проти Югославської Народної Армії у разі сецесії. Такі побоювання і стали дійсністю під час розпаду Югославії. На базі колишніх Сил Територіальної Оборони, добровольців, і дезертирів, що втекли з Югославської Народної Армії, утворилися воєнізовані угруповання, що стали згодом арміями нових незалежних держав та інших утворень, які з'явилися під час розпаду Югославії.

### ТО Словенії
Створений 20 листопада 1968 року головний штаб ТО Словенії був на початку майже виключно в руках словенських офіцерів, та після ухвалення нової Конституції СФРЮ в 1974 році дедалі більше керівних посад у ТО переходило в руки сербських офіцерів Югославської народної армії. Причиною цього була чимраз більша недовіра до ТО з боку сербських політиків, які побоювалися демократичних рухів у деяких союзних республіках. 1990 року Словенія створила нову штаб-квартиру, яка стала попередником командування Словенської армії. Прийнято нові розпізнавальні знаки, в травні 1991 року було відкрито перший навчальний центр із підготовки новобранців у селищах Іг біля Любляни та Пекре під Марибором. 2 червня того самого року склав присягу перший призов словенських вояків.
Командною мовою ТО була словенська, саму ж ТО було організовано у вигляді спецпідрозділів як допоміжну ударну силу ЮНА. Після 1990 року її було організовано як самостійну армію, яка набула остаточного вигляду протягом декількох місяців перед здобуттям Словенією незалежності, згідно з Конституцією Республіки Словенія, ухваленою ще 1990 року.

### ТО Хорватії
Вилучення зброї у хорватської ТО Югославською Народною Армією або її здавання силам ЮНА змусило новий хорватський уряд створити нові територіальні війська і тим самим загострило і без того напружені відносини з бунтівним сербським населенням всередині Хорватії та з самою ЮНА і Сербією, адже ця зброя осіла в багатьох громадах із більшістю сербського населення в Хорватії і була використана бойовиками в агресії проти Хорватії.

### ТО Боснії і Герцеговини
Тут, як і в сусідній Хорватії, підрозділи ТО розпалися за етнічною ознакою, проте з початком війни в БіГ саме частини місцевої ТО лягли в основу перших офіційних збройних сил незалежної Республіки Боснії і Герцеговини, які переросли в Армію Республіки Боснії і Герцеговини. На початку війни більшість озброєння ТО намагалися перехопити дислоковані в республіці частини ЮНА, що їм у деяких муніципалітетах вдалося. Завдяки співпраці муніципальної влади з ЮНА в муніципалітетах, де вибори виграла Сербська демократична партія, зброя залишилась у власності муніципалітету.

### Македонія
Зі скромних бойових засобів і військової техніки, що належали Македонській територіальній обороні почалася армія незалежної Македонії. Члени македонської ТО успішно перебрали на себе завдання охорони кордонів і військових об'єктів країни. Так, 6 березня 1992 прийнято перший військовий об'єкт — будинок Республіканського і міського штабу ТО в Скоп'є, а 11 березня 1992 року ТО міста Крива Паланка прийняла контрольно-пропускний пункт Рамна нива на македонсько-болгарському кордоні. 26 березня 1992 бійці ТО історичного району Скоп'є Чаїр прийняли останній, але найбільший військовий об'єкт — нинішню казарму Ілінден. 15 квітня в казарми Скоп'є, Бітоли, Штіпа і Охрида надійшла перша черга набору молодих вояків майбутньої армії, чим започатковано формування Збройних сил Республіки Македонії.

### Сербія і Чорногорія
Тоді як частини ЮНА, виведені на територію Союзної Республіки Югославія, перетворилися на Армію Югославії, підрозділи ТО обох складових частин Союзної Республіки Югославія — Сербії і Чорногорії — переросли в армії цих республік.